# Tropische meetkunde

Een tropische kubieke curve

In de wiskunde is tropische meetkunde de studie van veeltermen en hun meetkundige eigenschappen, wanneer optelling wordt vervangen door minimalisering en vermenigvuldiging wordt vervangen door gewone optelling:
{\displaystyle x\oplus y=\min\{x,y\},}
{\displaystyle x\otimes y=x+y.}
Dus bijvoorbeeld de klassieke veelterm {\displaystyle x^{3}+2xy+y^{4}} wordt {\displaystyle \min\{x+x+x,\;2+x+y,\;y+y+y+y\}}. Dergelijke veeltermen en hun oplossingen hebben belangrijke toepassingen bij optimalisatieproblemen, bijvoorbeeld het probleem van het optimaliseren van vertrektijden voor een netwerk van treinen.
Tropische meetkunde is een variant van de algebraïsche meetkunde, waarin grafieken van veeltermen lijken op stuksgewijs lineaire mazen, en waarin getallen tot de tropische semiring behoren in plaats van tot een veld. Omdat klassieke en tropische meetkunde nauw verwant zijn, kunnen resultaten en methoden tussen beide disciplines worden omgezet. Algebraïsche variëteiten kunnen worden geassocieerd met een tropische tegenhanger. Aangezien dit proces nog steeds enige meetkundige informatie over de oorspronkelijke variëteit bevat, kan het worden gebruikt om klassieke resultaten uit de algebraïsche meetkunde te helpen bewijzen en veralgemenen met behulp van de tropische meetkunde.

## Algebraïsche achtergrond
Tropische meetkunde is gebaseerd op de tropische semiring. Deze semiring wordt op twee manieren gedefinieerd, afhankelijk van de max- of min-conventie.
De min-tropische semiring is de semiring {\displaystyle (\mathbb {R} \cup \{+\infty \},\oplus ,\otimes )}, met de bewerkingen:
{\displaystyle x\oplus y=\min\{x,y\},}
{\displaystyle x\otimes y=x+y.}
De bewerkingen {\displaystyle \oplus } en {\displaystyle \otimes } worden respectievelijk tropische optelling en tropische vermenigvuldiging genoemd. Het neutraal element voor {\displaystyle \oplus } is {\displaystyle +\infty }, en het neutraal element voor {\displaystyle \otimes } is 0.
Op dezelfde manier is de maximale tropische semiring de semiring {\displaystyle (\mathbb {R} \cup \{-\infty \},\oplus ,\otimes )}, met bewerkingen:
{\displaystyle x\oplus y=\max\{x,y\},}
{\displaystyle x\otimes y=x+y.}
Het neutraal element voor {\displaystyle \oplus } is {\displaystyle -\infty }, en het neutraal element voor {\displaystyle \otimes } is 0.
Deze semiringen zijn isomorf, met negatie {\displaystyle x\mapsto -x}. Over het algemeen wordt één hiervan gekozen en eenvoudigweg de tropische semiring genoemd. Conventies verschillen tussen auteurs en subdisciplines: sommige gebruiken de min-conventie, andere gebruiken de max-conventie.
De tropische semiringbewerkingen modelleren hoe waarderingen zich gedragen onder optelling en vermenigvuldiging in een gewaardeerd veld.
Enkele veel voorkomende gewaardeerde velden in de tropische meetkunde (met min-conventie) zijn:
- {\displaystyle \mathbb {Q} } of {\displaystyle \mathbb {C} } met de triviale waardering, {\displaystyle v(a)=0} voor alle {\displaystyle a\neq 0} .
- {\displaystyle \mathbb {Q} } of de uitbreidingen ervan met de p-adische waardering, {\displaystyle v_{p}(p^{n}a/b)=n} voor a en b copriem met p .
- Het veld van laurentreeks {\displaystyle \mathbb {C} (\!(t)\!)} (gehele machten), of op het gebied van (complexe) puiseuxreeksen {\displaystyle \mathbb {C} \{\!\{t\}\!\}}, waarbij de waardering de kleinste exponent van t teruggeeft die in de reeks voorkomt.

## Tropische veeltermen
Een tropische veelterm is een functie {\displaystyle F\colon \mathbb {R} ^{n}\to \mathbb {R} } dat kan worden uitgedrukt als de tropische som van een eindig aantal monomiale termen. Een monomiale term is een tropisch product (en/of quotiënt) van een constante en variabelen uit {\displaystyle X_{1},\ldots ,X_{n}}. Een tropisch veelterm F is dus het minimum van een eindige verzameling affien-lineaire functies waarin de variabelen gehele coëfficiënten hebben, dus het is concaaf, continu en stuksgewijs lineair.
{\displaystyle {\begin{aligned}F(X_{1},\ldots ,X_{n})&=\left(C_{1}\otimes X_{1}^{\otimes a_{11}}\otimes \cdots \otimes X_{n}^{\otimes a_{n1}}\right)\oplus \cdots \oplus \left(C_{s}\otimes X_{1}^{\otimes a_{1s}}\otimes \cdots \otimes X_{n}^{\otimes a_{ns}}\right)\\&=\min\{C_{1}+a_{11}X_{1}+\cdots +a_{n1}X_{n},\;\ldots ,\;C_{s}+a_{1s}X_{1}+\cdots +a_{ns}X_{n}\}.\end{aligned}}}
Laat f een veelterm zijn in de laurent-veeltermring {\displaystyle K[x_{1}^{\pm 1},\ldots ,x_{n}^{\pm 1}]} waarin K een gewaardeerd veld is. Dan wordt de tropicalisatie van f aangegeven met {\displaystyle \operatorname {Trop} (f)}. Dit is de tropische veelterm die wordt verkregen uit f door vermenigvuldiging en optelling te vervangen door hun tropische tegenhangers en elke constante in K door zijn waardering. Dat wil zeggen, als
{\displaystyle f=\sum _{i=1}^{s}c_{i}x^{A_{i}}\quad {\text{ with }}A_{1},\ldots ,A_{s}\in \mathbb {Z} ^{n},}
Dan
{\displaystyle \operatorname {Trop} (f)=\bigoplus _{i=1}^{s}v(c_{i})\otimes X^{\otimes A_{i}}.}
De reeks punten waarbij een tropisch veelterm F niet-differentieerbaar is, wordt het bijbehorende tropische hyperoppervlak genoemd, aangeduid {\displaystyle \mathrm {V} (F)} (naar analogie met de oplossingsverzameling van een veelterm). Op gelijkwaardige wijze is {\displaystyle \mathrm {V} (F)} de reeks punten waarbij het minimum onder de termen van F minstens tweemaal wordt bereikt. Wanneer {\displaystyle F=\operatorname {Trop} (f)} voor een laurentveelterm f, weerspiegelt deze laatste karakterisering van {\displaystyle \mathrm {V} (F)} het feit dat bij elke oplossing voor {\displaystyle f=0}, de minimale waardering van de termen van f minstens twee keer  moeten bereikt worden, zodat ze allemaal wegvallen.

## Tropische variëteiten

### Definities
Voor X een algebraïsche variëteit in de algebraïsche torus {\displaystyle (K^{\times })^{n}}, is de tropische variëteit van X of de tropicalisatie van X, aangegeven met {\displaystyle \operatorname {Trop} (X)}, een deelverzameling van {\displaystyle \mathbb {R} ^{n}} dat op verschillende manieren kan worden gedefinieerd. De gelijkwaardigheid van deze definities wordt de fundamentele stelling van de tropische meetkunde genoemd.

### Tropische krommen
De studie van tropische krommen (tropische variëteiten met dimensie één) is bijzonder goed ontwikkeld en is sterk gerelateerd aan de grafentheorie.
Veel klassieke stellingen van de algebraïsche meetkunde hebben tegenhangers in de tropische meetkunde, waaronder:
- De stelling van Pappus.
- De stelling van Bézout.
- De stelling van Riemann-Roch.
- De kubieke groepenwet.